# Dario Zanelli
Dario Zanelli (Bologna, 23 settembre 1922 – Bologna, 10 maggio 2000) è stato un giornalista e critico cinematografico italiano.

## Biografia
Figlio di Giannino Zanelli, giornalista e scrittore emiliano, dopo aver frequentato il liceo classico si laurea in letteratura latina all'Università di Bologna nel 1944. Durante gli studi universitari la sua passione per la scrittura si concretizza con la pubblicazione di qualche articolo nella rivista universitaria Architrave e sulla terza pagina del Corriere Padano, allora diretto da Guido Aristarco, in cui si occupa soprattutto di critica drammatica. Quegli stessi anni sono anche ricchi di incontri e nuove amicizie con altri protagonisti del mondo giornalistico italiano, come Enzo Biagi, Lamberto Sechi, Gian Luigi Rosa, Lorenzo Bocchi e Sergio Telmon.
Già all'indomani della Liberazione, viene chiamato da Enzo Biagi a Radio Bologna, allora gestita dal Psychological Warfare Branch (PWB) degli alleati, e nella Sezione Prosa vi esordisce come regista di commedie, accanto a Massimo Dursi e Vittorio Vecchi.
Dall'ottobre 1945 al maggio 1946 si occupa di cronaca bianca ed è critico cineteatrale alla redazione bolognese del quotidiano fiorentino La Patria, diretto da Alberto Giovannini. Nel giugno dello stesso anno passa al Giornale dell'Emilia, poi Resto del Carlino, nel quale lavorerà per oltre trent'anni, fino al 30 giugno 1981. Inizialmente cronista di bianca e vicecritico cinematografico fino al 1952, ne diventa poi il titolare con l'incarico di seguire i festival di Cannes, Venezia, Locarno, Taormina, Sorrento, Teheran, San Sebastián, Pesaro e Bellaria. Sotto la direzione di Giovanni Spadolini, nel 1967 è corrispondente da Parigi, continua poi l'attività di inviato speciale sotto la direzione di Domenico Bartoli. Nel 1970 viene nominato vicedirettore da Enzo Biagi; riprende il lavoro di inviato durante la direzione di Alfredo Pieroni.
Dal 1979 collabora al Telecarlino su VideoBologna, emittente rilevata dal quotidiano bolognese.
Oltre all'attività principale svolta al Resto del Carlino, Dario Zanelli collabora anche con altre testate giornalistiche come La Nazione, Il Tempo, la Gazzetta del Mezzogiorno, il Giornale di Sicilia e il mensile Bologna Incontri.
Tra il 1977 e il 1978 è direttore della collana Opinioni a confronto della casa editrice Capitol-dischi CEB.
Per i programmi regionali di Rai 3 cura tra il 1982 e il 1985 una rubrica d'informazione e di critica cinematografica, Ritorno al cinema, intervistando fra gli altri l'amico Federico Fellini, Eugène Ionesco, Bernardo Bertolucci, Samuel Fuller, Michael Powell, Tonino Guerra, Gianfranco Mingozzi.
Già membro dell'esecutivo del Sindacato nazionale critici cinematografici italiani (SNCCI), è dall'ottobre del 1981 presidente del Comitato Nazionale per la diffusione dei film d'arte e di cultura (AGIS-FAC) e capo ufficio stampa della Cineteca di Bologna, de L'Immagine Elettronica e della Mostra internazionale del Cinema Libero.
È anche direttore responsabile del mensile Cineteca e membro dal 1962 della Commissione Cinema del Comune di Bologna.
Nel 1991 è direttore artistico del Cinema Art Festival di Salsomaggiore Terme.
Ha interpretato un piccolo ruolo nel film Impiegati di Pupi Avati, impersonando il direttore della banca.
Il Fondo Dario Zanelli, che comprende numerosi volumi e pubblicazioni di cinema e documentazione originale del suo lavoro di giornalista oltre che la biblioteca teatrale e letteraria del padre Giannino, è presente dal 2005 presso la Biblioteca Renzo Renzi della Cineteca di Bologna.

## Premi e riconoscimenti
- Premiolino Bagutta (giornalismo)1963;
- Premio Marzotto (giornalismo) 1965;
- Premio Campione d'Italia, 1969, per il libro Fellini Satyricon.

## Pubblicazioni
- Belle favole di tutti i tempi, Cappelli ed., Bologna, 1947 (in collaborazione con Enzo Biagi). (riedito da Fabbri ed., Milano, 2000, col titolo Belle fiabe di tutti i tempi)
- Fellini Satyricon, Cappelli ed., Bologna, 1969 (traduzione in inglese: Fellini's Satyricon, Ballantine books, New York, 1970)
- Annibale, De Agostini ed., Novara, 1978
- Nel mondo di Federico, con introduzione di Federico Fellini, ed. ERI, Roma, 1987 (ristampa ERI-Rai, Roma, 2001)
- Emilia, ed. Zanichelli, Bologna, 1988 (in collaborazione con il fotografo Pepi Merisio)
- L'inferno immaginario di Federico Fellini, Guaraldi ed., Rimini, 1995
- Opere collettive e antologie scolastiche